# ترافيس ليزلي
ترافيس ليزلي (بالإنجليزية: Travis Leslie)‏ مواليد 29 مارس 1990 في أتلانتا، هو لاعب كرة سلة محترف أمريكي بدأ مسيرته الاحترافية في سنة 2011 حيث تم اختياره من قبل فريق لوس أنجلوس كليبرز خلال الدرافت، يلعب مع فريق ميدي بايرويت في الدوري الألماني لكرة السلة ويحمل الرقم 8. يبلغ طوله 6 قدم 4 بوصة (1.9 م).

## فرق لعب لها
- لوس أنجلوس كليبرز
- أسفيل باسكت
- شياولياي
- ليتوفوس رايتس
- ميدي بايرويت

## إحصائيات المسيرة

### الرابطة الوطنية لكرة السلة

#### الموسم الاعتيادي
| السنة   | الفريق            | لعب | بدأ | دقيقة | ميداني% | ثلاثية | حرة  | ارتداد | صنع | استلاب | تصدي | نقطة |
| ------- | ----------------- | --- | --- | ----- | ------- | ------ | ---- | ------ | --- | ------ | ---- | ---- |
| 2012–13 | لوس أنجلوس كليبرز | 10  | 0   | 4.5   | .357    | .000   | .444 | 0.9    | 0.5 | 0.2    | 0.2  | 1.4  |
| المسيرة |                   | 10  | 0   | 4.5   | .357    | .000   | .444 | 0.9    | 0.5 | 0.2    | 0.2  | 1.4  |

## روابط خارجية
- ترافيس ليزلي على موقع إن بي أي (الإنجليزية)
- ترافيس ليزلي على موقع سبورتس رفرنس (الإنجليزية)
- ترافيس ليزلي على موقع كرة السلة الأوروبية.كوم (الإنجليزية)
- ترافيس ليزلي على موقع DraftExpress.com (الإنجليزية)
- ترافيس ليزلي على موقع كلية كرة السلة في سبورتس رفرنس.كوم (الإنجليزية)
- ترافيس ليزلي على موقع ريلجم (الإنجليزية)
- ترافيس ليزلي على موقع بروبوليرز (الإنجليزية)
- ترافيس ليزلي على موقع سبورتس رفرنس (الإنجليزية)
- ترافيس ليزلي على موقع سبورتس رفرنس (الإنجليزية)